# St. Verena (Stäfa)

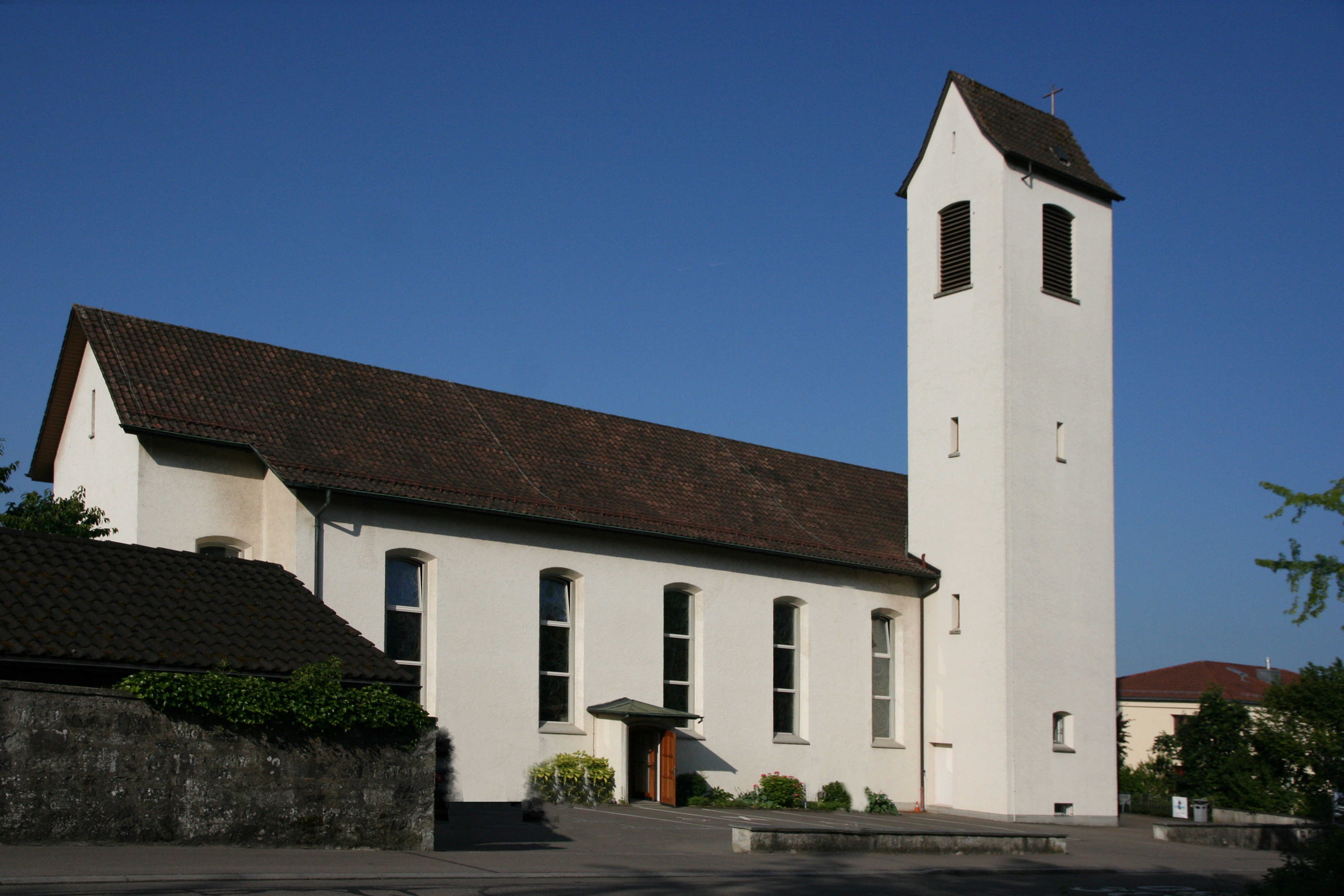
Kirche St. Verena

Die Kirche St. Verena ist die römisch-katholische Pfarrkirche von Stäfa am oberen rechten Zürichseeufer im Bezirk Meilen im Kanton Zürich. Die Kirche ist heute vor allem bekannt für die Glasfenster von Dan Rubinstein.

## Geschichte

### Vorgeschichte und Namensgebung
Das Zürichseeufer von Stäfa ist seit der Jungsteinzeit besiedelt, wie Ausgrabungen aus dem Jahr 1937 belegen. Der Name Stäfa kann Ankerplatz bedeuten oder auch Gebäude, was im Nordischen mit Staff-Kirche wiedergegeben wird. Die erste Kirche von Stäfa könnte Nachfolgerin eines keltischen Heiligtums sein. Ab dem Jahr 970 ist in Stäfa eine Verenakirche belegt. 972 schenkte Otto der Grosse Stäfa dem Kloster Einsiedeln. Aus romanischer Zeit stammt der untere Teil des Kirchturms, der über dem Chor des ehemaligen Gotteshauses errichtet wurde. 1491 entstand eine gotische Kirche, von der nur die Reste eines Spitzbogengewölbes im Turm erhalten geblieben sind. Von da an bis 1836 trug der Turm ein Käsbissendach. Der obere Teil des Kirchturms wurde 1836–1837 durch die heutige Form inklusive Galerie ersetzt. Nach der Reformation in Zürich ab dem Jahr 1523 wurde im zürcherischen Untertanengebiet der katholische Gottesdienst verboten, weshalb die Kirche fortan für reformierte Gottesdienste verwendet wurde.
Die Namensgebung der heutigen katholischen Kirche St. Verena geht auf die mittelalterliche Kirche zurück, so wie auch das Wappen der politischen Gemeinde Stäfa, das ebenfalls die hl. Verena seit dem Jahr 1526 zeigt.

### Entstehungs- und Baugeschichte
Als im 19. Jahrhundert die Religions- und Niederlassungsfreiheit in der Verfassung des schweizerischen Bundesstaats verankert wurde, zogen im Zuge der Industrialisierung auch wieder erste Katholiken in das Gebiet zwischen Meilen und Rapperswil. Deshalb errichtete die Inländische Mission in Männedorf eine erste katholische Missionsstation in der Region. Am 11. November 1864 wurde dort die erste katholische Messe seit der Reformation in der Gegend gefeiert. Im Jahr 1881 errichtete Männedorf in Stäfa eine Aussenstation. 1938 wurde Stäfa zu einer eigenen katholischen Missionsstation erhoben. Die ersten Gottesdienste fanden ab diesem Jahr im Spittel in der Harmoniumfabrik statt. Geleitet wurde die Missionsstation von Prälat Franz Höfliger, der es verstand, unter den erschwerten Bedingungen infolge des Zweiten Weltkrieges das Geld für eine eigene Kirche zusammenzubetteln. 1939 gründete er hierfür einen Kirchenbauverein. Am 18. Juli 1946 fand der erste Spatenstich für den Bau der Kirche St. Verena statt, die nach Plänen von Victor Schäfer, Rapperswil, errichtet wurde. Am 17. November wurde der Grundstein gelegt, und am 19. Juni 1948 wurde die Kirche vom Bischof von Chur, Christian Caminada, eingeweiht. Per 29. Juli 1949 wurde die einstige Missionsstation zu einer eigenständigen Pfarrei erhoben. In den Jahren 1997–1998 wurde das heutige Pfarreizentrum gebaut. 1999–2003 schuf der Zürcher Künstler Dan Rubinstein 13 neue Fenster, die gestaltet wurden zur Thematik Barmherzigkeit und Liebe – Gesetz und Gerechtigkeit. Im Jahr 2005 erhielt die Kirche ihre neue Orgel.
Die Pfarrei St. Verena ist mit ihren 3'307 Mitgliedern (Stand 2021) eine der kleineren katholischen Kirchgemeinden des Kantons Zürich.

## Baubeschreibung

### Kirchturm und Äusseres

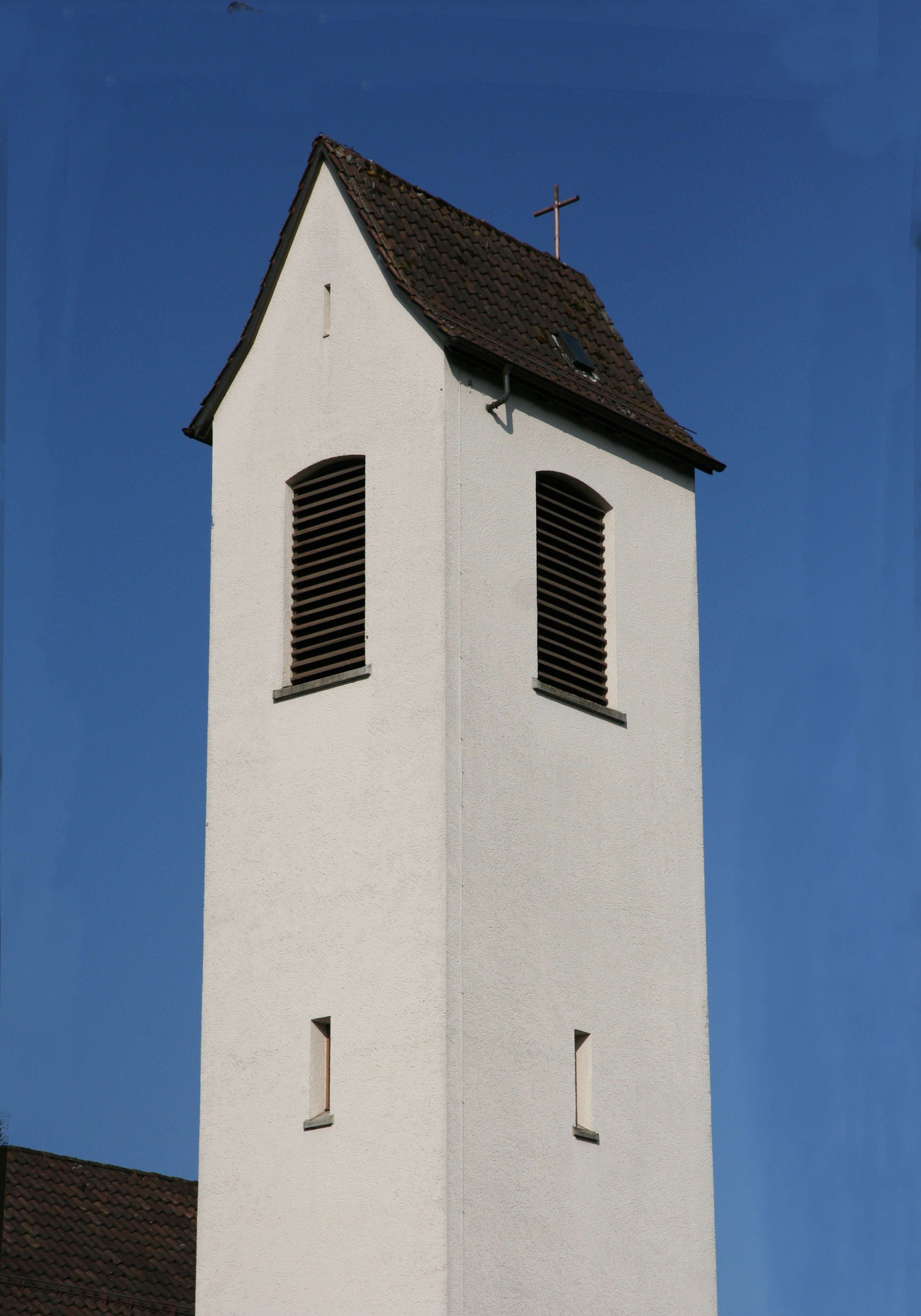
Der Kirchturm

Die Kirche St. Verena befindet sich zwischen der Kirchenbühl- und der Kreuzstrasse auf abfallendem Gelände. Die Kirche orientiert sich an der Topografie des Baugrundes, weshalb der Chor der Kirche in südöstliche Richtung zeigt. Es handelt sich um eine einschiffige Kirche, die eine Länge von 30 Metern und eine Breite von 13 Metern besitzt und 350 Sitzplätze bietet. An die Kirche ist der 25 Meter hohe Kirchturm nördlich angebaut. Durch das Kirchenportal an der nordwestlichen Seite gelangt man ins Innere der Kirche.
Der Kirchturm beherbergt ein fünfstimmiges Geläut. Eine erste Glocke stammt aus dem Jahr 1947. Sie wurde am Ostermontag eingesegnet und in den Turm aufgezogen. Die weiteren vier Glocken wurden am 19. März 1962 von Generalvikar Alfred Teobaldi gesegnet und anschliessend in den Turm aufgezogen.
| Nummer | Gewicht | Ton | Widmung          | Inschrift                                                                   |
| ------ | ------- | --- | ---------------- | --------------------------------------------------------------------------- |
| 1      | 2520 kg | c   | Christus         | Du Herr, bist gütig und mild, reich an Erbarmen für alle, die zu Dir rufen. |
| 2      | 1490 kg | es  | St. Verena       | Heilige Verena, Patronin von Stäfa, bitte für uns.                          |
| 3      | 782 kg  | g   | Muttergottes     | Heilige Maria, du Hilfe der Christen, bitte für uns.                        |
| 4      | 460 kg  | b   | hl. Bruder Klaus | Bruder Klaus, mit starker Hand schütze Volk und Vaterland.                  |
| 5      | 300 kg  | c   | Schutzengel      | Ehre sei Gott, Friede den Menschen.                                         |

### Innenraum und künstlerische Ausstattung

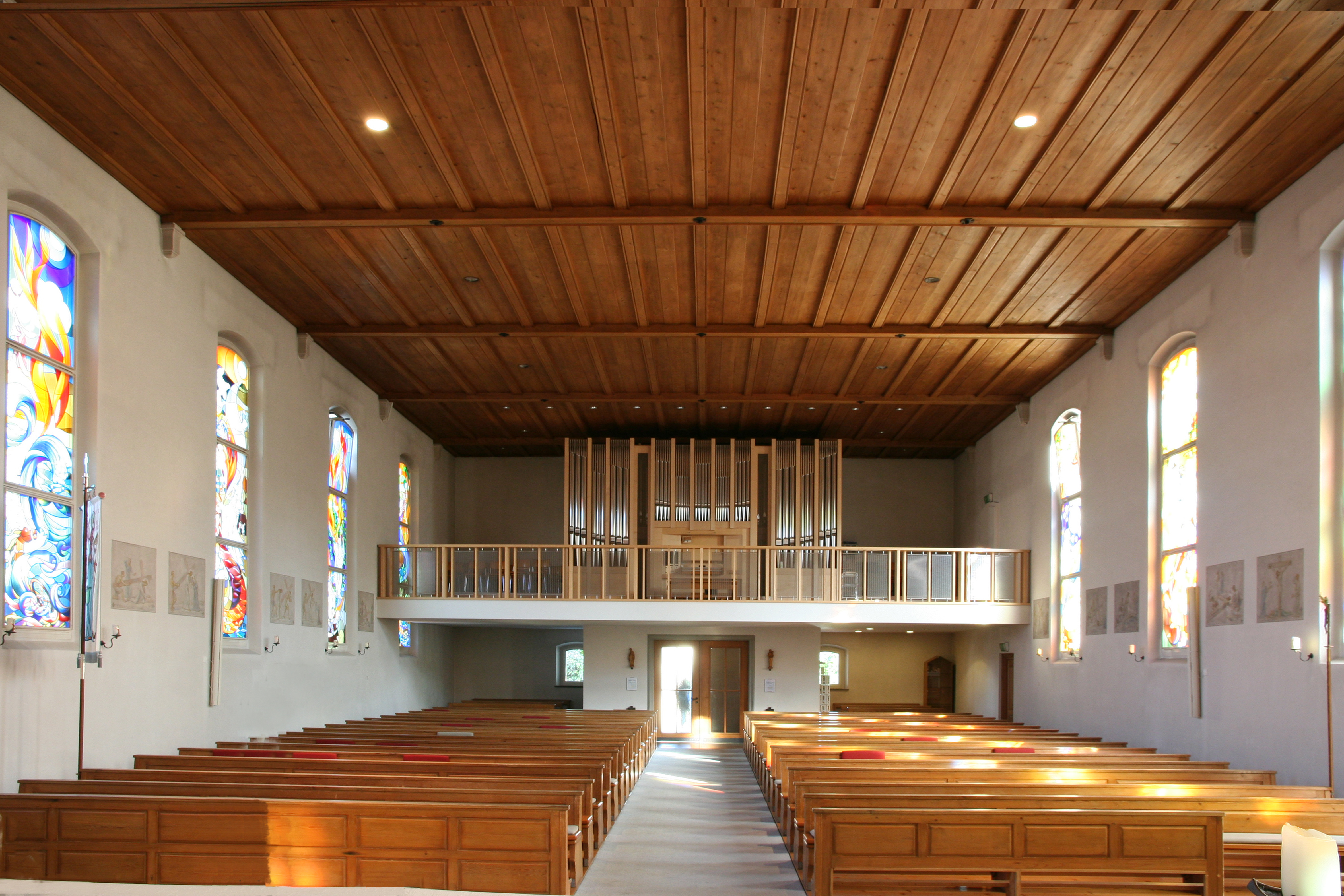
Blick zur Orgelempore

Die Ausstattung der Kirche wurde in Etappen ergänzt. Zur Zeit der Kirchweihe im Jahr 1948 war das prägendste Element der Kreuzweg, der vom Stäfner Maler Viktor Wildhaber in Freskotechnik angebracht worden war. 1956 folgte die Kreuzigungsgruppe, ein Jahr später der Marienaltar. 1998 wurde die Josefstatue eingesegnet, und in den Jahren 1999–2003 wurden die 13 Glasfenster von Dan Rubinstein eingebaut. Mit der Weihe der neuen Orgel im Jahr 2005 fand die Ausgestaltung der Kirche ihren vorläufigen Abschluss.

### Glasfenster
Der Zürcher Künstler Dan Rubinstein stellte die 13 Glasfenster unter die Thematik: Barmherzigkeit und Liebe – Gesetz und Gerechtigkeit. Die auf der Seeseite angebrachten Fenster greifen im mittleren Bilddrittel das Thema Gesetz und Gerechtigkeit auf. Bis auf eine Ausnahme sind die Fenster dreiteilig.
- Abraham: Der Bildzyklus beginnt mit dem ersten Glasfenster auf der Bergseite, das den Namen Abraham trägt: Abraham und Lot ziehen aus ihrer Heimat weg (unten). Abraham erhält die Verheissung der Nachkommenschaft (mittig und oben), und Sarah lacht hierzu (oben).
- Sodom und Gomorra/Isaak: Das zweite Fenster stellt unten die Zerstörung von Sodom und Gomorra dar. Die beiden oberen Segmente zeigen die Opferung Isaaks (mittig auf dem Weg, oben das eigentliche Opfer).
- Die Jakobsleiter: Gott begegnet Jakob im Traum. Unten findet sich der schlafende Jakob, über alle drei Bildsegmente hinweg ist die Jakobsleiter dargestellt. Ebenfalls finden sich auf diesem Fenster die Symbole der Zwölf Stämme Israels, wobei Ephraim und Manasse in einem eigenen Fenster dargestellt werden.
- Der Josefsmantel: Dieses Fenster erzählt die Geschichte von Josef bis hin zur Versöhnung mit seiner Familie. Im oberen Teil des Josefsmantels ist der Davidstern zu erkennen.
- Juda und Thamar: Das fünfte Fenster stellt die Segnung von Ephraim und Manasse (den Söhnen Josefs) durch Jakob dar (oben). Mittig findet sich die Erzählung von Juda und Tamar. Das untere Fenstersegment zeigt Noomi, die von Rut in ihre Heimat begleitet wird, während Orpa zurückbleibt.
- Moses im Korb: Über die drei Fenstersegmente hinweg ist der Nil zu erkennen. Moses als Baby wird unten dem Nil anvertraut, oben ist die Pharaonentochter zu erkennen, die den Korb finden wird.
- Der brennende Dornbusch: Aus dem brennenden Dornbusch heraus hört Moses die Stimme Gottes, der ihm den Auftrag erteilt, das Volk Israel aus Ägypten herauszuführen.
- Begegnung mit Gott: Während der Wanderung durch die Wüste erhält das mürrische Volk Wasser, indem Moses an den Felsen schlägt. Gott zeigt sich auf diesem Fenster zweimal: Als lebensspendende Kraft im Wasser (unten), im oberen Teil dem Mose durch die sanfte Berührung.
- Das goldene Kalb: Das einzige zweiteilige Fenster des Bildzyklus stellt die Zerstörung der Zehn Gebote Gottes – und damit der Beziehung zu Gott – durch die Anbetung des Goldenen Kalbes dar.
- Moses und die Kundschafter: Dieses Fenster zeigt oben Moses, der zum zweiten Male vom Berg mit den Zehn Geboten herabkommt, während die Menschen von seinem Angesicht geblendet werden. Im unteren Drittel kehren die Kundschafter aus dem Gelobten Land zurück und bringen als Zeichen der Fruchtbarkeit des Landes Trauben mit.
- Rut und David: Dieses Fenster auf der Bergseite ist der Abschluss des ganzen Zyklus. Rut begegnet ihrem zukünftigen Mann Boas. In der Mitte ist der glorreiche Sieg Davids und oben das Bejubeln von David mit diesem selber dargestellt. David singt Gott sein Loblied: Von Gnade und Recht will ich singen Psalm 101.[11]

### Orgel

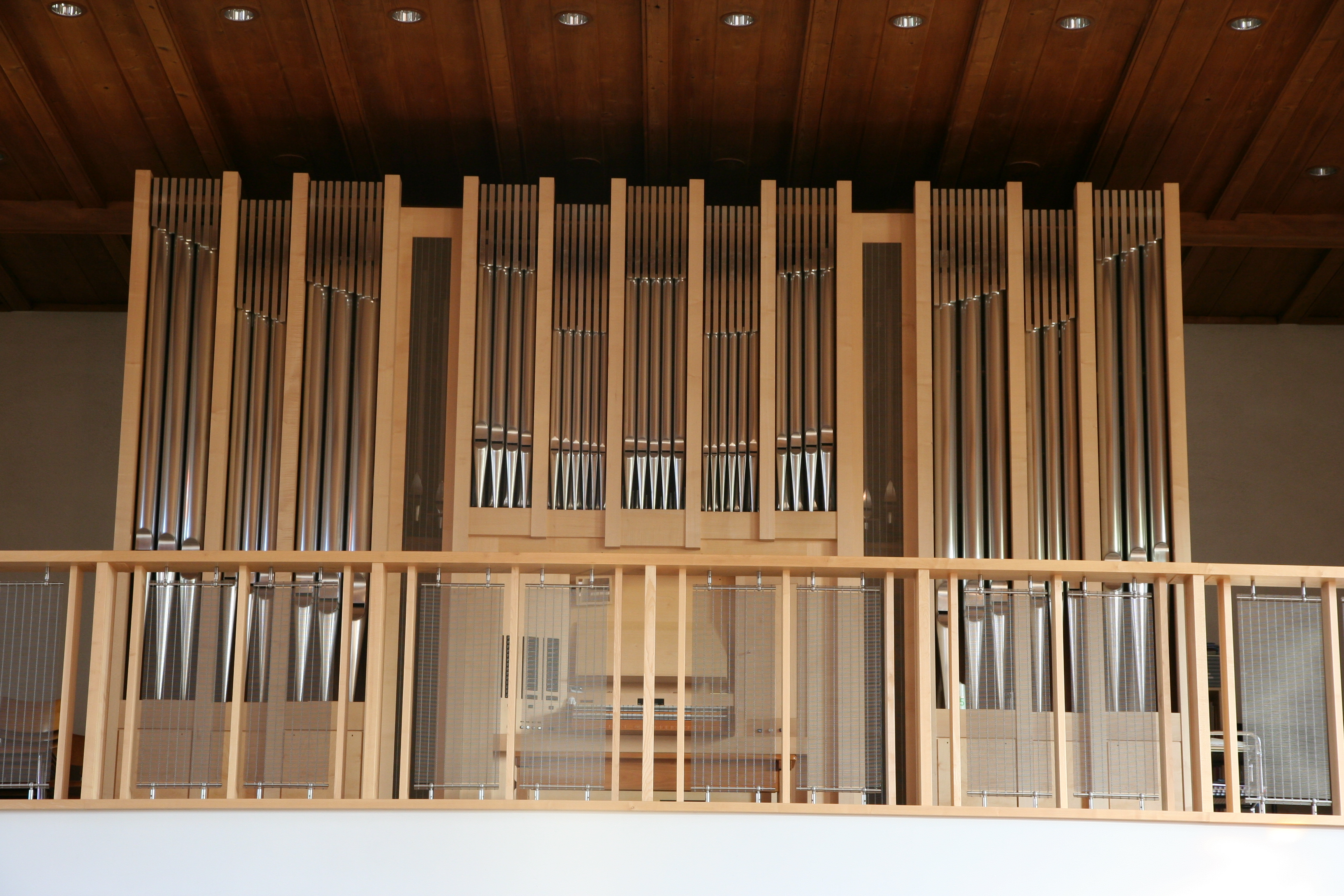
Kuhn-Orgel von 2005

Bis ins Jahr 1968 musste sich die Kirche mit Instrumenten begnügen, die den Anforderungen für den Gottesdienst und weitere musikalische Veranstaltungen nur wenig genügten. Am Bettag 1968 erhielt die Kirche eine Orgel, die den Bedürfnissen gerecht wurde. Im Jahr 2005 wurde die Vorgängerorgel durch das heutige Instrument ersetzt. Es handelt sich um ein Instrument mit 29 Registern von der Orgelbaufirma Kuhn. Die Traktur ist mechanisch, die Registratur elektrisch, die Setzeranlage verfügt über 15 × 500 Kombinationen, Registerfessel und USB-Schnittstelle. Das Register Konzertflöte besteht aus historischem Pfeifenmaterial, das Register Cello ist eine Verlängerung des Registers Violonbass, bei den Registern Zartbass, Bourdon und Trompete im Pedal handelt es sich um Transmissionen aus dem Hauptwerk. Die Einweihung des Instruments fand am 19. Juni 2005 durch den Orgelexperten Ambros Koch aus dem Kloster Einsiedeln statt.
Disposition:
| I Hauptwerk C–a3 |        |
| Bourdon          | 16′    |
| Principal        | 8′     |
| Doppelbourdon    | 8′     |
| Konzertflöte     | 8′     |
| Dulciana         | 8′     |
| Octave           | 4′     |
| Quinte           | 2 ⁄3′  |
| Supteroctave     | 2′     |
| Terz             | 1 3⁄5′ |
| Mixtur IV        | 1 ⁄3′  |
| Trompete         | 8′     |
| Tremulant        |        |

| II Schwellwerk C–a3   |        |
| Suavial               | 8′     |
| Rohrflöte             | 8′     |
| Gambe                 | 8′     |
| Vox caelestis (ab c0) | 8'     |
| Fugara                | 4′     |
| Traversflöte          | 4′     |
| Nasard                | 2 ⁄3′  |
| Waldflöte             | 2′     |
| Terz                  | 1 3⁄5′ |
| Plein jeu IV–V        | 2′     |
| Trompette harmonique  | 8′     |
| Oboe                  | 8′     |
| Tremulant             |        |

| Pedal C–f1    |     |
| Violonbass    | 16′ |
| Subbass       | 16′ |
| Zartbass      | 16′ |
| Principalbass | 8′  |
| Bourdon       | 8′  |
| Cello         | 8′  |
| Choralbass    | 4′  |
| Posaune       | 16′ |
| Trompete      | 8′  |

- Koppeln: II/I, II/I sub, II sub, I/P, II/P